# Benny Andersson
Göran Bror Benny Andersson, född 16 december 1946 i Sankt Matteus församling i Stockholm, är en svensk låtskrivare och musiker. Han är mest känd som medlem av Abba och för sitt låtskrivarsamarbete med Björn Ulvaeus. Han har även varit medlem av Hep Stars och är för närvarande kapellmästare i och medlem av Benny Anderssons Orkester.

## Uppväxt

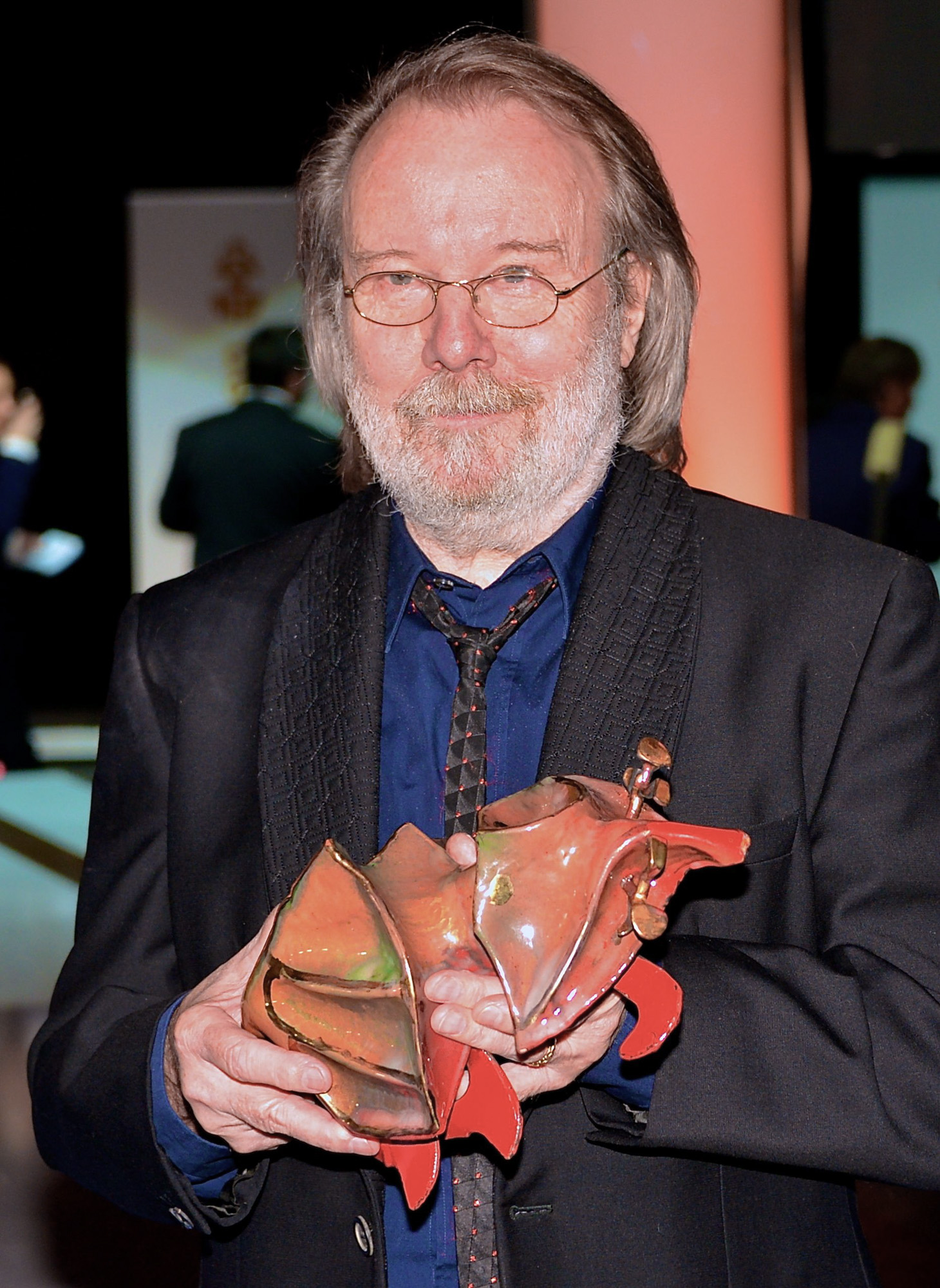
Benny Andersson får en Guldbagge på Guldbaggegalan 2013.

Benny Andersson är son till driftschefen Gösta Andersson (1912–1973) och Edit Laura, född Pettersson (1920–1971). Under åren 1949–1952 bodde familjen Andersson i Eskilstuna, där även en annan blivande Abba-medlem, Anni-Frid Lyngstad, växte upp. Familjen flyttade senare till nybyggda Vällingby.
Både Anderssons far och farfar Efraim brukade musicera och redan vid sex års ålder fick Benny sitt första musikinstrument; ett dragspel. Vid tio års ålder övergick han till piano.
| ” | På lördagskvällarna var det dans på Vällingby ungdomsgård. Jag var nog inte mer än 13–14 år. Det stod ett piano i lilla salen och när det var paus där gick jag upp och satte mig och lirade lite boogie woogie för jag tyckte att det var kul. Det var rätt modigt egentligen, när jag tänker på det. Det var ju folk där som lyssnade och dom tyckte att det var jättetrevligt med någon från orten som satt och spelade. Och då var det någon som hörde mig och frågade kan inte du vara med i vårt band, för vi behöver en pianist?. Och så var vi ute och spelade några kvällar på olika ställen, rock'n'roll. | „ |

## Karriär

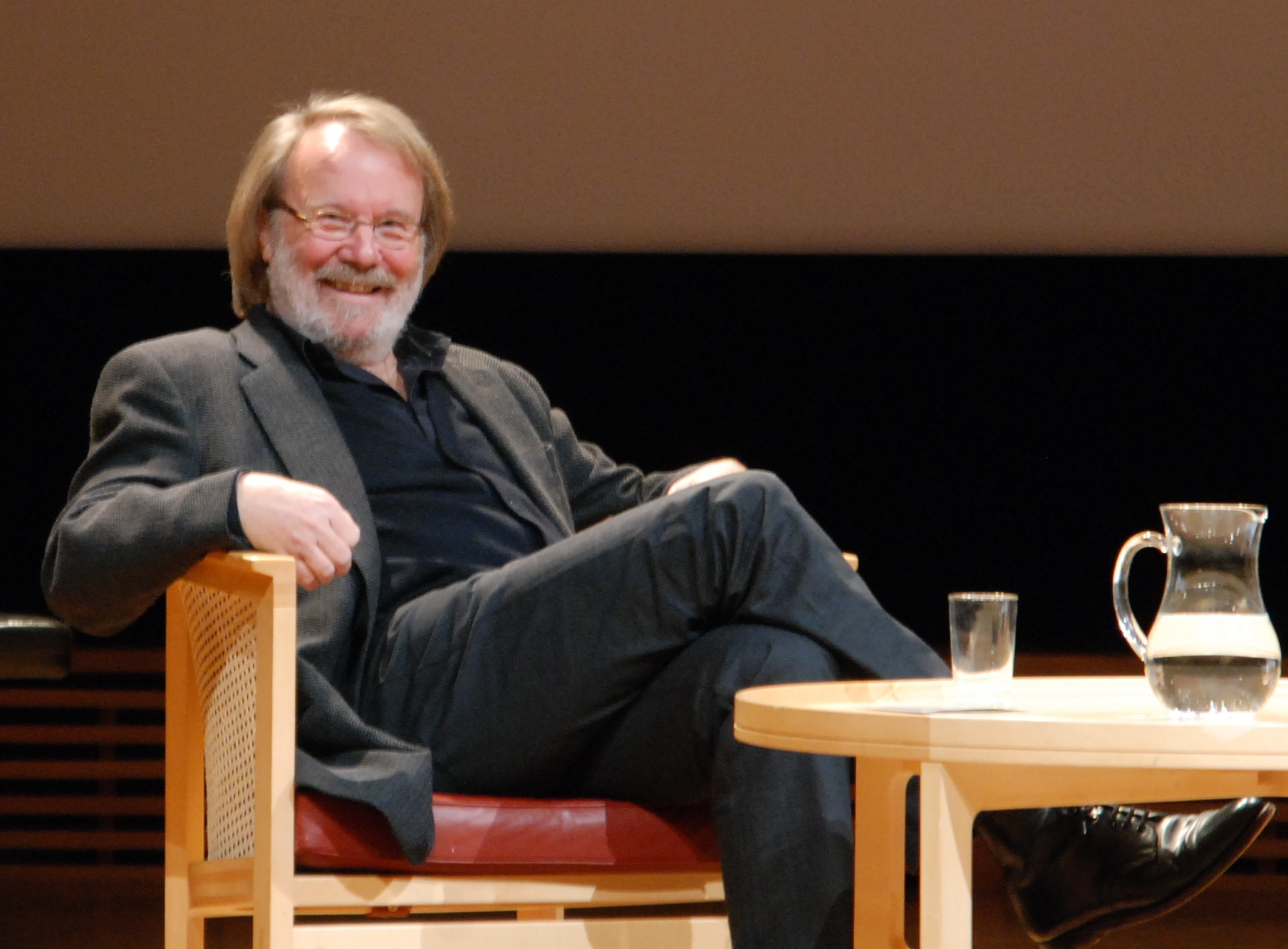
Benny Andersson vid Stockholms universitet 2008.

### Popartist (1960–1970-tal)
År 1964 upptäcktes Andersson av Sven Hedlund då han uppträdde med Elverkets Spelmanslag. Han blev därefter medlem i Hedlunds popband Hep Stars. 1965 hade Andersson börjat skriva en hel del låtar för Hep Stars, bland annat "No Response" och "Sunny Girl".
År 1966 mötte han Björn Ulvaeus i Linköping och de inledde ett samarbete. Deras första gemensamma komposition blev den av Hep Stars inspelade "Isn't It Easy to Say", som kom till på Ulvaeus fars kontorsrum på pappersbruket i Västervik. Deras samarbete mynnade ut i ett album; Lycka 1970. Till inspelningen av "Hej gamle man" 1970 tog Andersson och Ulvaeus med sina respektive flickvänner Anni-Frid Lyngstad och Agnetha Fältskog som bakgrundssångerskor. Detta var grundstenen till Abba.

### Abba
Gruppen släppte sin första gemensamma singel, "People Need Love", 1972 och deltog under namnet Björn, Benny, Agnetha och Anni-Frid i Melodifestivalen 1973 med "Ring ring". Låten slutade på tredje plats, men detta hindrade inte gruppen från att få sin första större internationella framgång.
En ännu större framgång kom året därpå, då de med det förkortade gruppnamnet Abba framförde "Waterloo" som svenskt bidrag vid Eurovision Song Contest i Brighton, Storbritannien. Bidraget vann tävlingen, vilket banade vägen för en internationell karriär. "Waterloo" blev, förutom i Sverige, listetta i flera europeiska länder samt en hit i USA, där den som bäst låg på sjunde plats på Billboardlistan.
Efter "Waterloo" dröjde det ett och ett halvt år till nästa framgång, då gruppen fick en hit med "SOS". Den därpå följande singeln "Mamma Mia" lyckades klättra till förstaplatsen i Storbritannien, vilket stärkte gruppens status där. Åren 1974–1980 hade Abba nio ettor på Englandslistan och en i USA.
Abba kom att bli en av världens mest populära popgrupper genom tiderna med låtar som "Dancing Queen", "Fernando", "Take a Chance on Me", "Voulez-Vous", "Knowing Me, Knowing You" och "Money, Money, Money". Med ett fåtal undantag skrevs samtliga Abba-låtar av Benny Andersson, Stig "Stikkan" Anderson och Björn Ulvaeus.
Eftersom medlemmarna hade svårt att förena popliv med privatliv, upplevde gruppen en hel del slitningar. Ulvaeus och Fältskog var, liksom Andersson och Lyngstad, gifta under succéåren, men paren skildes 1979 respektive 1981. Bandet tog då en paus som varade i hela 35 år och återförenades igen 2018.

### Musikalkompositör (1980–1990-tal)
Efter Abba fortsatte Andersson sitt samarbete med Ulvaeus, bland annat i musikalerna Chess (premiär i London 1986) och Kristina från Duvemåla (premiär i Malmö 1995). Singeln "I Know Him So Well" från Chess blev Anderssons tionde etta på Englandslistan.

### Övrigt
Andersson och Ulvaeus har tillsammans producerat och skrivit låtar till ett flertal olika artister, däribland Gemini och Josefin Nilsson. Andersson bildade 2001 Benny Anderssons Orkester, bestående av sexton av hans musikervänner.
Andersson är representerad i Verbums psalmbokstillägg 2003 till 1986 års psalmbok där han 1999 skrivit musiken till Ylva Eggehorns text "Innan gryningen" (psalm nr 717, titelrad "Så kom du då till sist"). Tillsammans med Eggehorn har han även skrivit två sånger som återfinns på Benny Anderssons Orkesters andra album från 2004. Under invigningsveckan av orgeln i konserthuset Studio Acusticum i Piteå uruppförde Andersson sitt specialskrivna verk En skrift i snön med text av Kristina Lugn. Han var även en av kompositörerna till "We Write the Story" som framfördes i öppningsnumret till Eurovision Song Contest 2013.
År 2003 öppnade Hotel Rival i Stockholm, ägt av Andersson. Andersson fick professors namn 2002 och blev ledamot av Kungliga Musikaliska Akademien 2007. Han utsågs i april 2008 till hedersdoktor vid Stockholms universitets humanistiska fakultet. I augusti 2012 utnämndes Andersson till hedersdoktor vid Luleå tekniska universitet.

## Privatliv

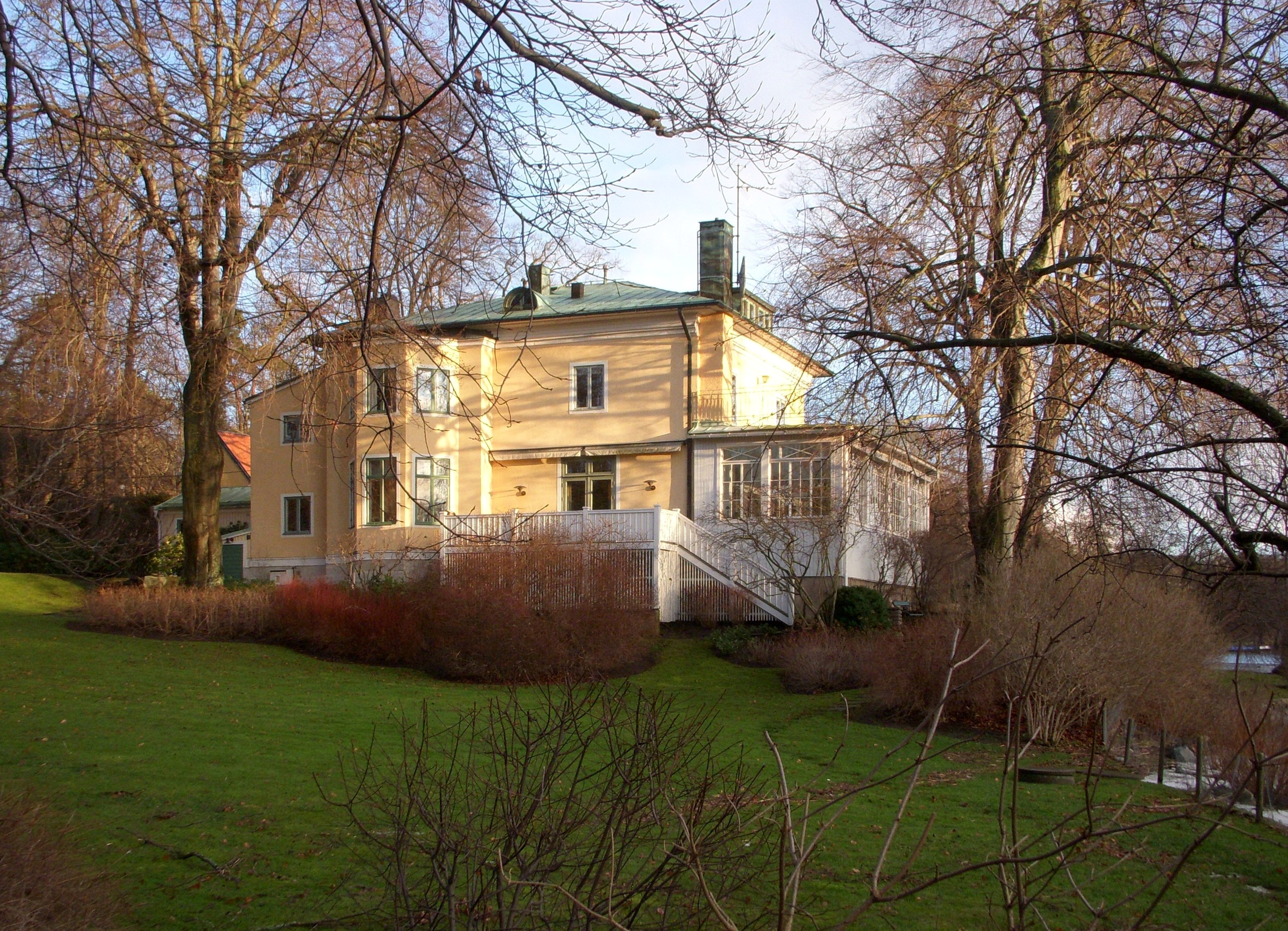
Villa Lido i januari 2012.

Andersson var först förlovad med Christina Grönvall och fick med henne barnen Peter Grönvall (född 1963) och Heléne Grönvall (född 1965). Därefter var Andersson gift 1978–1981 med Anni-Frid Lyngstad och från 1981 med Mona Nörklit, med vilken han har sonen Ludvig Andersson (född 1982). Benny Andersson bor med sin hustru i Villa Lido på Djurgården.

## Benny Andersson som tonsättare
De första låtar Andersson skrev var "No Response" och "Sunny Girl" för Hep Stars. Benny Anderssons tidiga verk för Hep Stars och Abba ska klassas som popschlager. Efter hand blev Abba:s musik mer avancerad, och inslag av kontrapunkt och folkmusik förekom. Musikalen Chess (konceptalbum 1984, premiär 1986) visade på musikalisk bredd; den innehåller bland annat en raplåt och en avancerad trestämmig kontrapunkt. Skivan Klinga mina klockor (1987) innehåller inte bara nyskriven musik i svensk folkmusikstil utan också en svit för symfoniorkester. I Kristina från Duvemåla (1995) finns drag av både folkmusik och klassisk musik. Efter Kristina från Duvemåla skrev Andersson musik i genrer som dansbandsmusik och andliga sånger. Han har även skrivit musiken till Roy Anderssons filmer Sånger från andra våningen och Du levande samt till dokumentärfilmen Palme.
I en lång intervju med Jan Gradvall år 2024 nämner Andersson att han ännu komponerar all musik på en Synclavier, och melodierna modifieras och utökas sedan i studio.

## Samhällsengagemang
Inför Europaparlamentsvalet 2009 samt inför riksdagsvalen 2010 och 2014, skänkte Andersson totalt 1,4 miljoner kronor till Feministiskt initiativ. Han deltog även i deras valkampanj 2014.
Dessutom engagerade sig Benny Andersson i debatten om Nya Slussen i Stockholm och valde som en markering  att ta ned sitt porträtt på Stockholm Hall of Fame.

## Diskografi

### Hep Stars
- 1965 – We and Our Cadillac (Olga LPO)
- 1965 – Hep Stars on Stage (Olga LPO 02)
- 1966 – The Hep Stars (Olga LPO 04)
- 1967 – Jul med Hep Stars (Olga LPO 06)
- 1968 – It's Been a Long Long Time (Cupol CLPNS 342)
- 1968 – Songs We Sang 68 (LPO 07)
- 1969 – Hep Stars på svenska (Olga LPO 11)
- 1970 – How It All Started (Efel LPE 003)

### Björn & Benny
- 1970 – Lycka

### Abba
- Se diskografi för Abba

### Musikaler
- 1984 – Chess
- 1995 – Kristina från Duvemåla
- 1999 – Mamma Mia!
- 2013 – Hjälp sökes

### Gemini
- 1985 – Gemini
- 1987 – Geminism

### Soloalbum
- 1987 – Klinga mina klockor
- 1989 – November 1989
- 2017 – Piano

### Orsa spelmän
- 1988 – Orsa Spelmän
- 1990 – Fiolen min
- 1998 – Ödra

### Benny Anderssons Orkester
- 2001 – Benny Anderssons Orkester
- 2004 – BAO!
- 2005 – BAO på turné
- 2007 – BAO 3
- 2009 – Story of a Heart (Internationellt som "Benny Andersson Band")
- 2011 – O klang och jubeltid
- 2012 – Tomten har åkt hem
- 2016 – Mitt hjärta klappar för dig

## Filmografi
- 1968 – Åsa-Nisse och den stora kalabaliken, sig själv
- 1977 – Abba – the Movie, sig själv
- 1980 – Abba in Concert, sig själv
- 1987 – Mio min Mio, musik
- 2000 – Sånger från andra våningen, musik
- 2003 – Chess - på svenska, musik
- 2007 – Du levande, musik
- 2008 – Mamma Mia!, musik samt statistroll
- 2012 – Palme, musik
- 2015 – Cirkeln, musik samt producent

## Priser och utmärkelser
- Kommendör av 1. klass av Vasaorden (KVO1kl), 21 mars 2024.[16]
- H M Konungens medalj i guld av 8:e storleken (Kon:sGM8, 1998)
- Professors namn (2002)
- Ledamot av Kungliga Musikaliska Akademien (LMA, 2007)
- Filosofie hedersdoktor vid Stockholms universitet (fil. dr. h.c., 2008)
- Hedersdoktor vid Luleå tekniska universitet (dr. h.c., 2012)
- 1984 – Rockbjörnen för Chess i kategorin "Årets svenska album" (tillsammans med Björn Ulvaeus och Tim Rice)
- 1987 – Grammis för Klinga mina klockor i kategorin "Årets folkmusik"
- 1989 – Grammis för November 1989 i kategorin "Årets instrumentella"
- 1995 – Edvardpriset (tillsammans med Björn Ulvaeus)
- 1996 – Grammis som "Årets kompositör"
- 1999 – Guldmasken, "Juryns specialpris" för Kristina från Duvemåla (tillsammans med Björn Ulvaeus)
- 1999 – Årets svensk i världen (tillsammans med Björn Ulvaeus)
- 2000 – Musikexportpriset (tillsammans med Björn Ulvaeus)
- 2002 – Tony Award för bästa musikal för musiken till Mamma Mia!
- 2002 – Evert Taube-stipendiet
- 2003 – Guldmasken, "Privatteatrarnas pris" (tillsammans med Björn Ulvaeus)
- 2005 – Thore Ehrling-stipendiet tillsammans med Helen Sjöholm som delades ut på SKAP:s årliga vårfest. Samma år blev han Sveriges första "popmiljardär".
- 2004 – Grammis för BAO! i kategorin "Årets schlager/dansband" (med BAO och Helen Sjöholm)
- 2006 – Grammis för BAO på turné i kategorin "Årets schlager/dansband"
- 2006 – Guldmasken, "Juryns specialpris" (tillsammans med Björn Ulvaeus och Görel Hanser)
- 2007 – Platinagitarren
- 2008 – Musikexportpriset (tillsammans med Björn Ulvaeus)
- 2012 – Grammis som "Årets dansband" (BAO)
- 2013 – Guldbaggen för bästa musik (för musiken i Palme)
- 2016 – Stockholms stads hederspris[17]
- 2018 – Priset "Opus Klassik" i kategorin "Klassik ohne Grenzen"[18]